# Caspar Abel

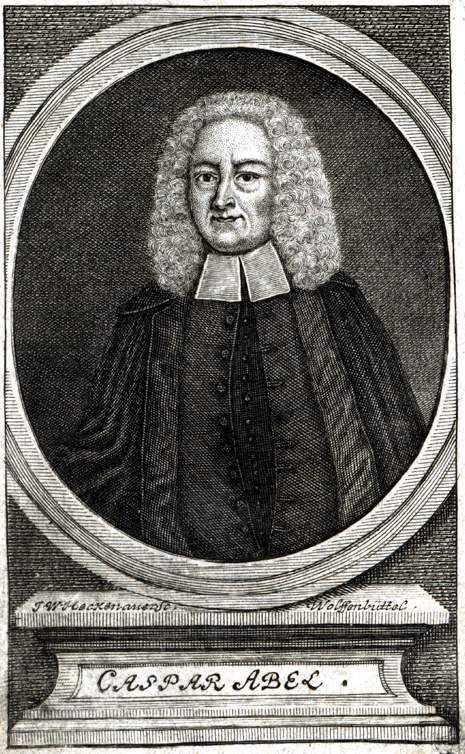
Caspar Abel; Kupferstich von Jakob Wilhelm Heckenauer

Caspar Abel (* 14. Juli 1676 in Hindenburg; † 11. Januar 1763 in Westdorf) war ein deutscher Historiker und plattdeutscher Dichter.

## Leben
Als Sohn des evangelischen Pastors Joachim Abel widmete Caspar Abel sich ebenfalls der Theologie. Nach Abschluss seiner Studien an der Universität Helmstedt trat er 1696 seine erste Lehrstelle als Pädagoge in Osterburg an. Erst zweiundzwanzigjährig erhielt er 1698 einen Ruf als Gymnasialrektor der Johannisschule nach Halberstadt, welches Amt er zwei volle Jahrzehnte innehatte, bis er schließlich 1718 als evangelischer Pastor an der Sankt-Georg-Kirche in Westdorf bei Aschersleben eine endgültige Lebensstellung fand. Sein bis ins hohe Alter reger Geist, seine scharfen Sinne und seine große Lebenszufriedenheit erweckten die Bewunderung seiner Zeitgenossen. Er entschlief in der Nacht vom zehnten zum elften Januar 1763 und wurde seinen Wünschen gemäß in der Stille beerdigt; Georg Wilhelm Aurbach, Rektor der Ascherslebener Stadtschule hielt die Gedächtnispredigt.
Bereits früh veröffentlichte Abel, wohl auf Anregung des Verlegers Ernst Heinrich Campe, eine zweiteilige Preußisch-Brandenburgische Staatshistorie, wobei er bereits besonderen Schwerpunkt auf die Geschichte der Erz- und Bistümer Magdeburg, Halberstadt und Minden legte, nach deren Erfolg noch eine Geographie Brandenburg-Preußens. Seine 1754 publizierte Halberstädter Landeschronik ist einerseits für die politische Regionalgeschichte von Bedeutung, andererseits aber auch für die ostfälische Klimageschichte. So beschreibt er für den Zeitraum von 1500 bis 1750 rund sechzig von Witterungsextremen geprägte Winter und Sommer. Zu seinen Quellen gehört dabei unter anderem die Halberstädter Chronik des Pfarrers Johann Winnigstedt (um 1500 – 1569). Mit seinen Dichtungen in platt- und hochdeutscher Sprache erzielte Abel einen noch breiteren Publikumserfolg. Er verfasste auch satirische Gedichte. Auch als Übersetzer aus dem Französischen und Lateinischen trat er hervor. Die von ihm nach Handschriften veröffentlichten Dokumente zur mitteldeutschen Geschichte gelten auch heute noch als wichtige Geschichtsquellen, besonders wo die Halberstädter Originale dem Krieg zum Opfer fielen.

## Familie
Abel stammte aus einer begüterten Familie von Seidenhändlern und Predigern. Sein Urgroßonkel war der Humanist und Lyriker Michael Abel.
Am 5. Oktober 1705 begingen seine jüngere Schwester Margarethe (1686–1781) und er in Hindenburg eine Doppelhochzeit: während beider Vater seine Tochter mit dem Groß Quenstedter Pfarrer Johann Heinrich Behrens ehelich verband, heiratete Caspar Abel Ilsabe Margarethe Haacke (1681–1755), Tochter des Pabstorfer Predigers Petrus Haacke (1645–1712) und Nachkommin der alten Familien Brüggemann, Brosenius, Lutteroth sowie von Magdalena Schneidewein (1500–1578), einer Schwester der Lutherfreunde Johannes und Heinrich Schneidewein. Beide wurden Eltern von elf Kindern, derer jedoch nur drei Söhne das Kindesalter überstanden:
- Friedrich Gottfried Abel (1714–1794) wurde Arzt und war Mitglied der Literaturgesellschaft Halberstadts um Johann Wilhelm Ludwig Gleim. Seine Tochter Louise Magdalena Justina Abel heiratete den Dichter Klamer Schmidt. Sein Sohn war der Arzt und Kunstsammler Johann Gotthelf Leberecht Abel.

- Christian Leberecht Abel (1719–1776), Abels zweiter Sohn, wurde Pastor in Wörmlitz bei Magdeburg. Seine Tochter Sophie (1750–1822) war Ehefrau des Schriftstellers August Lafontaine.

- Joachim Gottwalt Abel (1723–1806) trat in die Fußstapfen seines Vaters, wurde ebenfalls Pfarrer und verfasste das dreibändige Manuskript Geschichte der Herrschaft Möckern. Seine Tochter Christina Charlotte Abel heiratete den Dichter und Pfarrer Stephan Kunze.

Der Tod seiner Ehefrau traf ihn wohl sehr. Ihr zu Ehren veranlasste er den Druck ihres Lebenslaufes. Erst auf Drängen seiner Freunde verband er sich, inzwischen 79-jährig, mit Johanna Elisabeth Rühl wieder.

## Werke
- Preussische und Brandenburgische Staats-Historie. I. und II. Theil Campe, Leipzig und Gardeleben 1735. (Digitalisat Teil 1), (Teil 2, 1745) Dieses Werk kann als erste Preußisch-Brandenburgische Staatshistorie gelten, der 1. Teil behandelt hauptsächlich die Genealogien der schwäbischen, fränkischen und brandenburgischen Hohenzollern, der zweite die Geschichte einzelnen Territorien mit bis in das frühe 16. Jahrhundert, weniger die Staatsorganisation, da Abel hierzu über eine zu geringe Anzahl an Quellen verfügte.[4]
- Historia monarchiarum orbis antiqui. Campe, Leipzig und Stendal 1715.
- … Drei plattdeutsche Satiren. Buchholz & Werner, München 1891

Übersetzungen
- Publius Ovidius Naso: Epistolae Heroidum oder Brieffe der Heldinnen. Leipzig 1704
- Auserlesene Satirische Gedichte … aus dem berühmten Boileau und Horatio übersetzet, Theils auch nach deren Vorbilde verfertiget sind. Struntze, Quedlinburg und Aschersleben 1714. (Digitalisat)
- Des berühmten Poeten Nicolai d'Espreaux Boileau Satyrische Gedichte … . 2 Teile. König, Goslar 1729 und 1732

Herausgabe
- Das gefährliche Königs-Übel der monarchischen Herrschsucht, Frankfurt am Main 1707
- Teutsche und Sächsische Alterthümer. 2 Bände, Braunschweig 1720 und 1730
- Christophori Schraderi Tabulae Chronologicae. Braunschweig 1730
- Sammlung etlicher noch nicht gedruckten alten Chronicken. Schröder, Braunschweig 1732 und 1741. (Digitalisat Ausg. 1732)
- Hebräische Alterthümer. Campen, Leipzig und Gardelegen 1736. (Digitalisat)
- Griechische Alterthümer. Campen, Leipzig und Gardelegen 1738/1739. (Digitalisat)
- Geschichte der alten Teutschen Völker. Schröder, Braunschweig 1741
- Heinrich Meiboms des Älteren Walbeckische Chronike. Weygand, Helmstedt 1749. (Digitalisat)
- Abhandlung der Frage: wie weit der Römer Waffen in Teutschland gekommen? Berlin 1750
- Stiffts-, Stadt- und Land-Chronick Des jetzigen Fürstenthums Halberstadt. Cörner, Bernburg 1754. (Digitalisat)